# Belén (paroisse civile)
Pour les articles homonymes, voir Belén.
Belén est l'une des trois paroisses civiles de la municipalité de Carlos Arvelo dans l'État de Carabobo au Venezuela. Sa capitale est Belén.

## Géographie

### Démographie
La paroisse civile, outre sa capitale Belén, comporte les localités suivantes :
- Belén
- Cocotero
- El Barbasco
- El Carmen
- La Candelaria
- Los Leones
- Manuare
- Peñas Negras
- Santa Inés
- Santa Rosa
- Santa Rosa del Sur
- Vallecito